# Selidosema tyronensis
Selidosema tyronensis là một loài bướm đêm trong họ Geometridae.